# Triphénylène
Le triphénylène, également appelé isochrysène, 1,2,3,4-dibenznaphthalène, 9,10-benzophénanthrène, ou encore benzo[l]phénanthrène, est un composé chimique de formule C18H12. C'est un hydrocarbure aromatique polycyclique extrait du goudron et formé de quatre noyaux benzéniques fusionnés. Dix-huit électrons π sont délocalisés dans cette structure plane entièrement aromatique, par conséquent davantage stabilisée par résonance que le chrysène et le tétracène par exemple.
Le triphénylène émet une fluorescence bleue lorsqu'il est exposé aux ultraviolets.
Compte tenu de ses propriétés cristallographiques, des dérivés alkyloxy ou alkylthiol de triphénylène peuvent être employés comme mésogènes de cristal liquide.